# Batalha de Toba-Fushimi
A Batalha de Toba-Fushimi (鳥羽・伏見の戦い, Toba-Fushimi no Tatakai) ocorreu entre as forças pró-imperiais e o Xogunato Tokugawa durante a Guerra Boshin, no Japão. A batalha começou em 27 de janeiro de 1868 (3 de janeiro de acordo com o calendário lunar), quando as forças do Xogunato Tokugawa e as forças aliadas dos domínios de Chōshū, Satsuma e Tosa se encontraram perto de Fushimi. A batalha durou quatro dias, terminando com uma derrota decisiva do Xogunato Tokugawa.

## Antecedentes
Em 4 de janeiro de 1868, a restauração do domínio imperial foi formalmente proclamada. O Xogum Tokugawa Yoshinobu havia desistido de sua autoridade para o Imperador, concordando em "ser o instrumento para a execução" de ordens imperiais. O Xogunato Tokugawa havia terminado. No entanto, apesar da desistência de Yoshinobu ter criado um vazio nominal no mais alto nível do governo, seu aparato estatal continuou a existir. Além disso, a família Tokugawa permaneceu como uma força proeminente na ordem política em evolução, encontrando uma intolerância por parte de Satsuma e Chōshū.
Apesar de a maioria da assembleia de conselheiros do Imperador Meiji (15 anos) estar feliz com a declaração formal de domínio direto pela Corte e estar disposta a apoiar uma colaboração contínua com a família Tokugawa, Saigo Takamori ameaçou fisicamente membros da assembleia a fim de ordenarem que confiscassem as terras de Yoshinobu. Embora ele inicialmente tenha concordado com as exigências da Corte, em 17 de janeiro de 1868, Yoshinobu declarou "que ele não estava vinculado à proclamação da Restauração e apelou à Corte para anulá-la". Em 24 de janeiro, após consideráveis provocações de "ronins" de Satsuma em Edo, Yoshinobu, de sua base no Castelo de Osaka, decidiu preparar um ataque a Quioto, ostensivamente para retirar elementos de Satsuma e Chōshū que dominavam a Corte e "libertar" o jovem Imperador Meiji de suas influências.

## Preparações
A batalha começou com as forças do Xogunato mevendo na direção de Quioto para entregar uma carta de Yoshinobu, avisando o Imperador das intrigas planjeada por Satsuma e dos nobres da corte que o apoiavam, como Iwakura Tomomi.

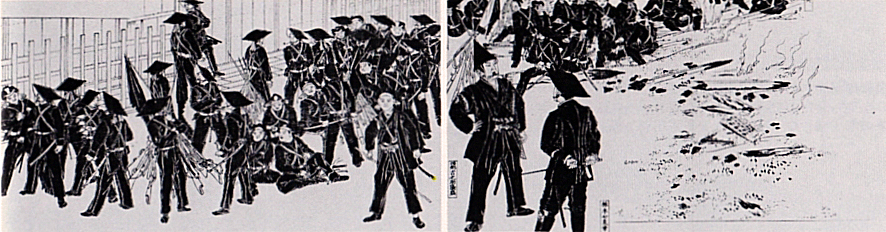
Saigo Takamori (com o capacete alto) inspecionando as tropas de Chōshū em Fushimi.

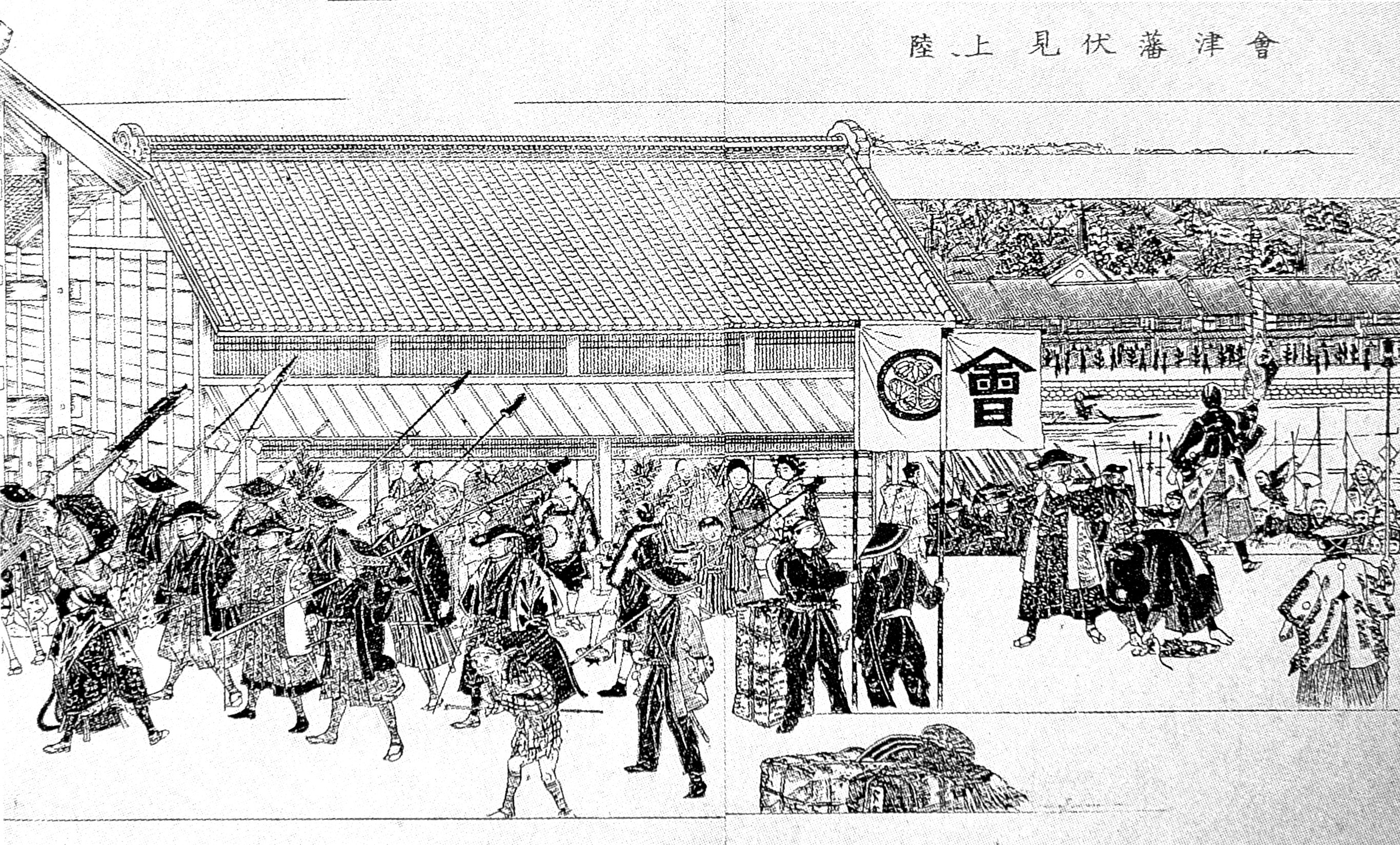
Tropas de Aizu desembarcando em Fushimi: uma combinação de samurais à moda antiga com lanças (esquerda), e tropas modernas com armas de fogo (aparecendo na direita).

O exército do Xogunato de 15 mil homens ultrapassava o exército Satsuma-Chōshū em uma razão de 3:1, e consistia principalmente de homens dos domínios de Kuwana e Aizu, reforçado por elementos do Shinsengumi. Apesar de alguns de seus membros ser mercenários, outros, tais como os Denshūtai, tinham recebido treinamento de conselheiros militares franceses. Alguns dos homens colocado nas linhas de frente permaneceram armados com equipamentos antigos, com naginatas (lanças) e espadas. Por exemplo, as tropas de Aizu tinham uma combinação de soldados modernos com samurais, assim como as tropas de Satsuma, em menor nível, enquanto o Bakufu tinha tropas quase inteiramente equipadas, e as tropas de Chōshū eram as mais modernas e organizadas de todas. De acordo com Conrad Totman: "Em termos de organização militar e armamento, os quatro principais protagonistas provavelmente seriam nessa ordem: Chōshū era a melhor; em seguida a infantaria Bakufu, depois Satsuma; e Aizu e as forças vassalais eram as piores".

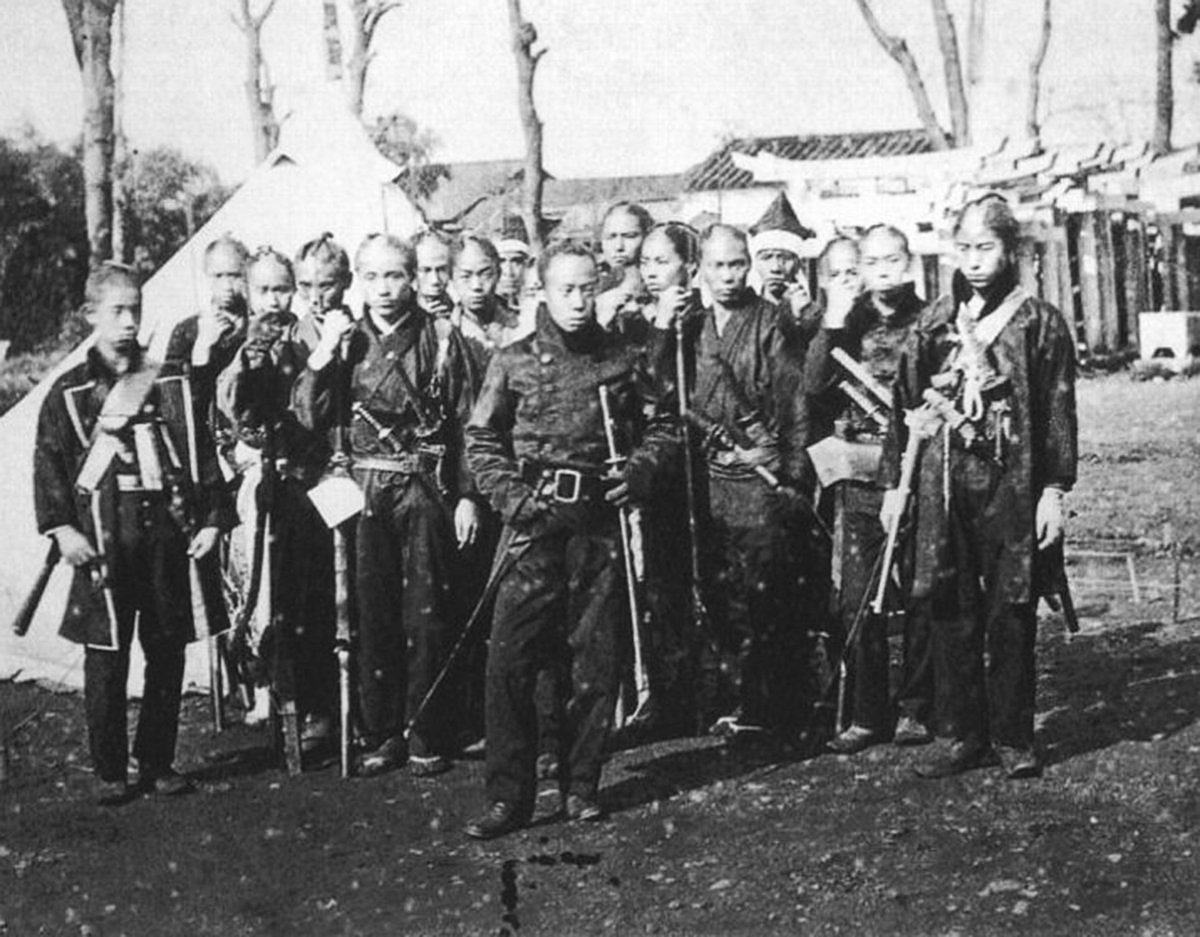
Soldados do Xogunato em uniforme ocidental.

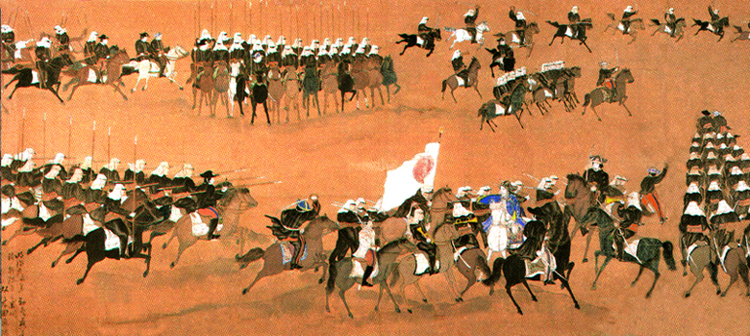
tropas Denshūtai treinadas pelos franceses.

É importante notar que não havia uma intenção definida claramente de lutar por parte das tropas do Xogunato, comprovada pelo fato que muitos dos homens da vanguarda portavam rifles que estavam vazios. Também parecia que a motivação e a liderança por parte do Xogunato eram precárias.
Apesar de as forças de Chōshū e Satsuma estarem em menor número, elas estavam inteiramente modernizadas com obus produzidos pela Armstrong, Minié rifles e um gatling. As forças do Xogunato eram levemente inferiores em termos de equipamentos, apesar de uma força de elite ter sido recentemente treinada pela missão militar francesa ao Japão (1867-1868). O Xogum também havia confiado em tropas fornecidas por domínios aliados que não eram necessariamente tão avançados em termos de equipamentos militares e métodos, formando um exército que tinha tanto elementos modernos quanto antigos.
A Marinha Real Britânica, que geralmente apoiava Satsuma e Chōshū, mantinha uma forte frota no porto de Osaka, um fator de incerteza que forçou o Xogunato a manter uma parte significante de suas forças para proteger Osaka, ao invés de mandá-las para a ofensiva em Quioto. Essa presença estrangeira estava relacionada com a recente abertura dos portos de Hyogo (atual Kobe) e Osaka para o comércio exterior três semanas antes, em 1 de janeiro de 1868.
O próprio Tokugawa Yoshinobu estava na cama com um forte resfriado, não podendo participar diretamente das operações.

## Consequências

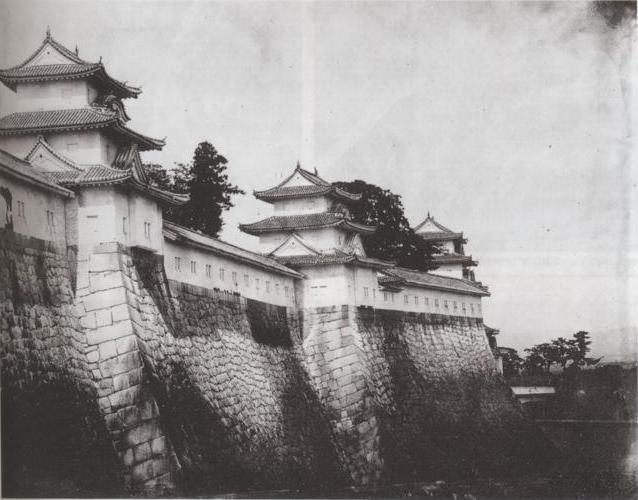
Muralha do Castelo de Osaka em 1865.

Os efeitos da Batalha de Toba-Fushimi tiveram uma proporção maior que a sua pequena escala. O prestígio e o moral do bakufu Tokguawa foi seriamente atingido, e muitos daimyos que permaneciam neutros, agora, declararam apoio ao Imperador e ofereceram auxílio militar para provar sua lealdade. Ainda mais significante, a tentativa mal sucedida de Tokugawa Yoshinobu para recuperar o controle silenciou elementos do novo governo imperial que favoreceram uma resolução pacífica para o conflito.
O Castelo de Osaka, um importante símbolo da hegemonia Tokugawa do oeste japonês, foi tomado pelas forças imperiais. A vitória traçou um rumo para a solução militar ao invés de um compromisso político.